# Climaciaceae
Climaciaceae là một họ rêu trong bộ Leucodontales.